# Marcel Gottschling
Marcel Gottschling (* 14. Mai 1994 in Oldenburg) ist ein deutscher Fußballspieler. Zuletzt stand er bis Sommer 2024 beim SSV Jeddeloh unter Vertrag.

## Karriere
Gottschling durchlief beim VfB Oldenburg ab 2002 die komplette Jugendabteilung und wurde 2013 in den Profikader berufen. Er lief dort zwei Jahre lang in der Regionalliga Nord auf. Der Mittelfeldspieler brachte es dabei zu 32 Einsätzen, in denen er drei Tore erzielte. Zur Saison 2015/16 wechselte Gottschling ablösefrei zu Hansa Rostock in die 3. Liga. Neben 20 Ligaspielen und einem Pokalspiel für die erste Mannschaft bestritt er auch neun Spiele für die zweite Mannschaft in der Oberliga Nordost und zwei Spiele im Mecklenburg-Vorpommern-Pokal und trug somit zum Gewinn dieses Pokals bei.
Nach der Saison 2015/16 verließ er Hansa und ging zum Regionalligisten FC Viktoria Köln. In der Spielzeit 2016/17 wurde er mit der Viktoria Meister der Regionalliga West. Danach ging er zurück in die Regionalliga Nord und schloss sich dem SSV Jeddeloh an. Im August 2018 kehrte Gottschling zu Viktoria Köln zurück. In der Saison 2018/19 wurde Gottschling mit Viktoria erneut Meister der Regionalliga und stieg in die 3. Liga auf.
Am 14. Januar 2021 wechselte Marcel Gottschling mit sofortiger Wirkung zum Ligakonkurrenten SV Waldhof Mannheim, nachdem sein Vertrag bei Viktoria Köln aufgelöst worden war. Hier bestritt er unter anderem drei Spiele im badischen Pokal und trug damit auch zu dessen Gewinn bei.
Im Sommer 2022 wechselte er zurück zu seinem ehemaligen Verein SSV Jeddeloh. In seiner ersten Saison dort bestritt er 20 von 36 möglichen Ligaspielen, in denen er zwei Tore schoss, sowie ein Spiel im Niedersachsenpokal mit einem geschossenen Tor. In der nächsten Saison waren es 21 von 34 möglichen Ligaspielen mit einem Tor und einem Spiel im Niedersachsenpokal.
Am 10. April 2024 erhielt er im Spiel gegen den TSV Havelse nach einer Tätlichkeit die rote Karte. Darauf wurde er vom Verein für den Rest der Saison suspendiert.
Seit dem Ende der Saison 2023/24 ist Gottschling vertragslos.

## Erfolge
- Meister der Regionalliga West: 2016/17, 2018/19 (jeweils mit Viktoria Köln)
- Aufstieg in die 3. Liga 2018/19 mit Viktoria Köln
- Gewinner Mecklenburg-Vorpommern-Pokal: 2015/16
- Gewinner badischer Pokal: 2021/22